# 英国皇家海军无畏舰列表

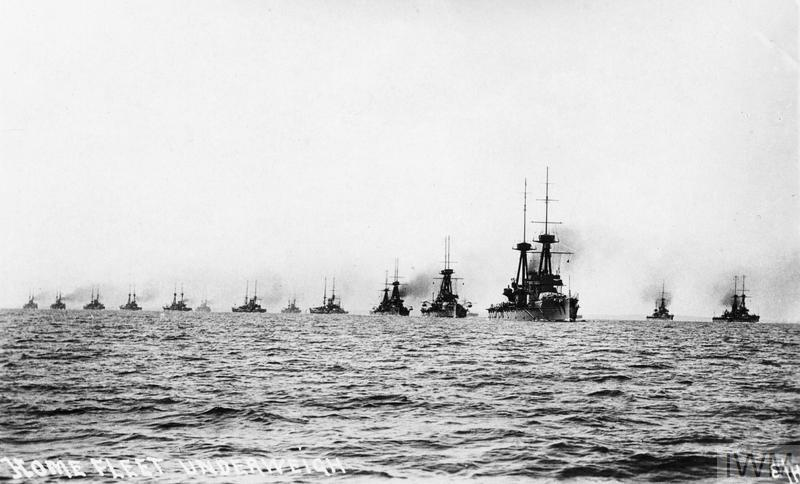
“尼普顿”号带领下的英国皇家海军本土舰队。

英国皇家海军无畏舰列表收录英国皇家海军计划、建造或者曾在旗下服役过的所有无畏舰。
1906年建成的“无畏”号战列舰首开全部装备统一大口径火炮的蒸汽驱动军舰。在“无畏”号的基础上，柏勒洛丰级的“柏勒洛丰”号、“壮丽”号以及“鲁莽”号进行了一定程度上的设计优化。圣文森特级最初计划建造4艘，但最终只有“圣文森特”号、“柯林伍德”号和“前卫”号三艘建成。在圣文森特级的基础上，“尼普顿”号战列舰稍加改进，成为首艘使用背负式炮塔的英国军舰。巨像级两舰：“巨像”号和“赫剌克勒斯”号则成为世界上首批采用三引擎室的军舰。“阿金科特”号最初由奥斯曼土耳其帝国订购，但最终因土耳其加入同盟国而被英国政府征用。

## 历史
1907年，在“无畏”号带来设计革命之前，英国海军有62艘战列舰正在服役或建造中，领先法国26艘，领先德意志帝国50艘。“全装重型火炮”的概念最早由意大利舰船工程师维托里奥·库尼伯蒂在1903年于《简氏战舰》（Jane's Fighting Ships）上提出。这一概念指出未来的主力战舰应当全身装备8座12英寸主炮，同时在采用12英寸装甲的情况下仍旧可以达到24节的最高航速。虽然在英国之前，日本和美国都有计划建造这种规格的军舰，但因种种原因，最终还是由英国率先完成建造。1906年，随着“无畏”号战列舰的下水引发了一场具有重大战略后果的军备竞赛，各国纷纷开始建造属于自己的无畏型战列舰。拥有现代战列舰不仅对各国海军实力至关重要，而且也代表着一个国家在世界上的地位。德国、法国、俄罗斯帝国、日本、意大利、奥匈帝国以及美国都开始了各自的无畏舰建造计划。而包括奥斯曼帝国、阿根廷、巴西和智利在内的二流国家则选择委托英国或美国造船厂代为建造无畏舰。虽然“无畏”号搭载有10门主炮，但由于其采用的梯形炮塔布局，同一侧只能击发8门主炮。
第一次世界大战开始时，英国皇家海军是世界上最大的海军，这在很大程度上要归功于1889年的《海军防御法案》。该法正式确立了“两强标准”（Two-power standard），该标准要求英国海军必须保持战列舰数量不亚于当时世界排名第二和第三两国海军旗下主力舰数量的总和。英国海军的大部分兵力都部署在本土的大舰队，主要目的是吸引德国公海舰队参与交战。期间，英国皇家海军和德意志帝国海军的主力舰确实偶尔发生过接触，特别是在日德兰海战中，但没有发生一场确定由其中一支舰队获胜的决定性海战。
在两次世界大战期间，战列舰的建造受到严格的国际限制，以防止在各国间再次爆发代价高昂的军备竞赛。面对与英国和日本进行海军军备竞赛并可能引发太平洋战争的前景，美国迫切希望各方缔结1922年《华盛顿海军条约》。该条约限制了每个海军大国都可以拥有战列舰的数量和规模，并要求英国在接受与美国平等地位的同时放弃英日同盟关系。在《华盛顿海军条约》之后，各国又签订了一系列旨在限制军舰吨位和数量的海军条约，其中就包括1936年的《第二次伦敦海军条约》。然而这些条约在1939年9月1日第二次世界大战开始时实际上已经失效。
| 建造者 | 舰只的建造者的名称以及建造时的所在地                 |
| 主武装 | 主要武器的数量和类型                                 |
| 装甲   | 舰体装甲最大厚度                                     |
| 排水量 | 战斗状态下满载排水量                                 |
| 推进器 | 传动轴的数量，推进系统的类型、可提供的最高航速和功率 |
| 服役   | 舰只开建和结束建造的日期以及其最终结局               |
| 开建   | 开始安放龙骨的日期                                   |
| 下水   | 舰只下水的日期                                       |
| 完工   | 舰只完成建造、交付使用的日期                         |
| 结局   | 舰只最终结局（例如沉没、拆解）                       |

## 各舰概况

### “无畏”号

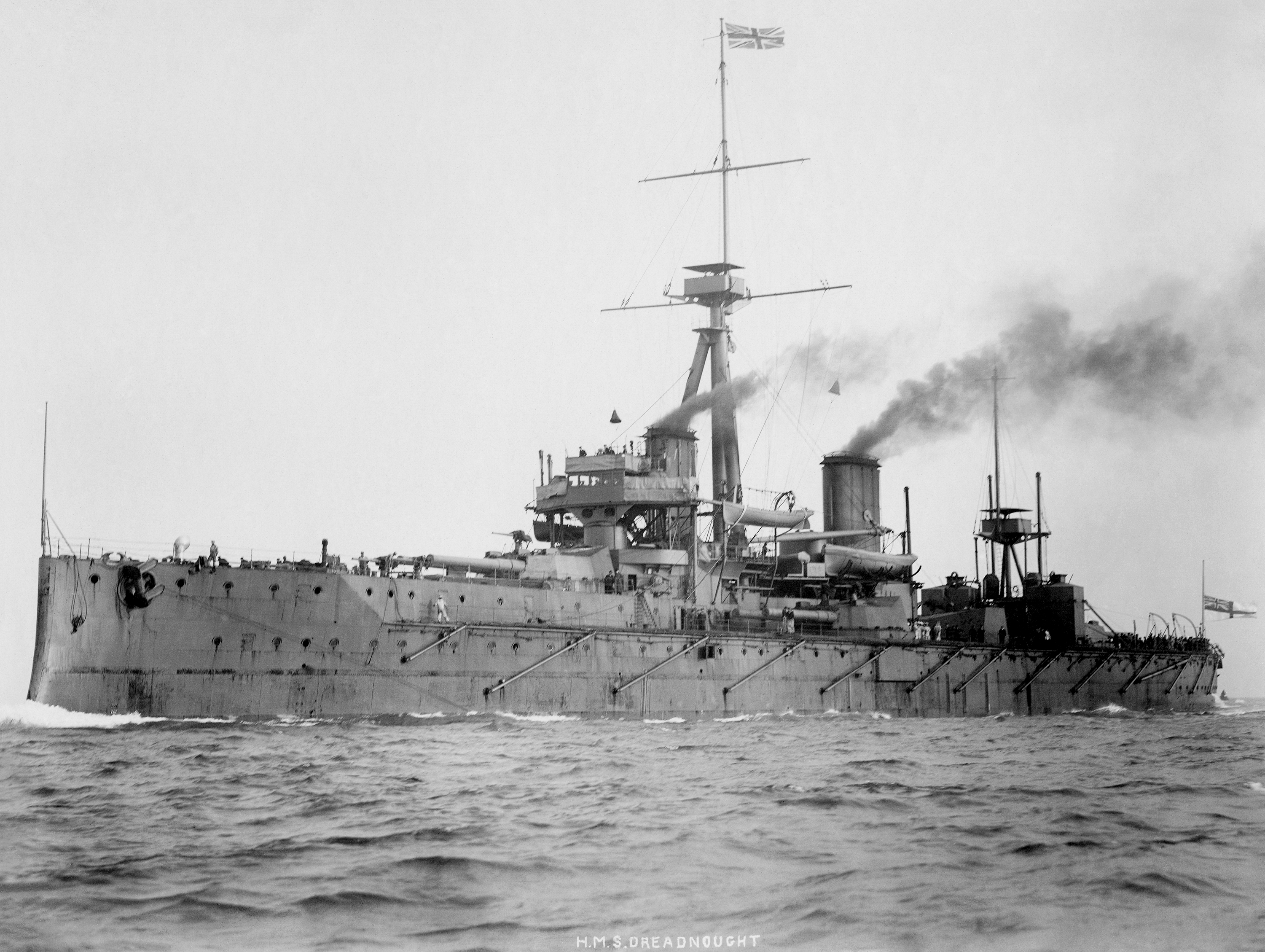
“无畏”号

英国皇家海军“无畏”号是世界上第一艘无畏舰，此后，这一类军舰就以该舰名字命名为无畏舰。该舰诞生于意大利舰船设计师维托里奥·库尼伯蒂和英国第一海务大臣约翰·费舍尔爵士的革新思想以及日俄战争中军舰运用影响的结果。作为首艘使用蒸汽轮机的大型军舰，“无畏”号安装有两台帕森斯公司生产的蒸汽机。这些蒸汽机驱动4具螺旋桨，因此尽管本舰的全长达到527英尺（161），排水量达到18,120長噸（18,410公噸），但航速仍旧能达到革命性的21.6節（40.0每小時；24.9英里每小時）。
“无畏”号的主武装是一组10门45倍径12英寸（305）Mk X火炮，但其排列方式使得同时只能有8门炮可以进行舷侧炮击。副炮为10门50倍径12磅炮，此外还有5具18英寸（460）鱼雷发射管。该舰的水线装甲带是厚度为4英寸（102）到11英寸（279）厚的克虏伯装甲。“无畏”号的诞生引发了一场海军军备竞赛，很快世界上所有主要大国都参照该舰的规格特征建造了新的、更大型的军舰。尽管在无畏舰的概念在之后的十多年中不断得到更新，但“无畏”号仍然以15个月创纪录的速度，成为当时世界上建造速度最快的战列舰。
从1907年到1911年，“无畏”号一直是本土舰队的旗舰，直到1911年3月被“尼普顿”号取代。此后，“无畏”号被分配到本土舰队第一分舰队并参加了英国国王乔治五世加冕典礼的观舰礼。1912年12月，该舰被调离更名为第1战列舰分舰队的原第一分舰队，转而成为第4战列舰分舰队旗舰直到1914年12月10日。1915年3月18日，该舰在北海巡逻时撞沉了德国潜艇U-29号，成为英国海军在第一次世界大战中唯一一艘击沉潜艇的战列舰。因这次撞击正进行维修作业，“无畏”号没有参加之后的日德兰海战。两年后，该舰重新成为第4战列舰分舰队旗舰，但在1920年2月就被转入预备役状态，并在1921年5月9日报废出售。最终该舰于1923年1月2日被拆解。
| 舰名                         | 建造者             | 主武装            | 装甲                | 排水量                   | 推进器                                                                                           | 服役          | 服役          | 服役          | 服役                   |
| 舰名                         | 建造者             | 主武装            | 装甲                | 排水量                   | 推进器                                                                                           | 开建          | 下水          | 完工          | 结局                   |
| ---------------------------- | ------------------ | ----------------- | ------------------- | ------------------------ | ------------------------------------------------------------------------------------------------ | ------------- | ------------- | ------------- | ---------------------- |
| “无畏”号 （HMS Dreadnought） | 英国朴茨茅斯造船厂 | 10门12英寸（305） | 4—11英寸（102—279） | 23,060長噸（23,430公噸） | 4具螺旋桨，4座帕森斯涡轮机，21.6節（40.0每小時；24.9英里每小時），23,000匹軸馬力（17,151千瓦特） | 1905年10月2日 | 1906年2月10日 | 1906年12月2日 | 1921年5月9日作废品出售 |

### 柏勒洛丰级

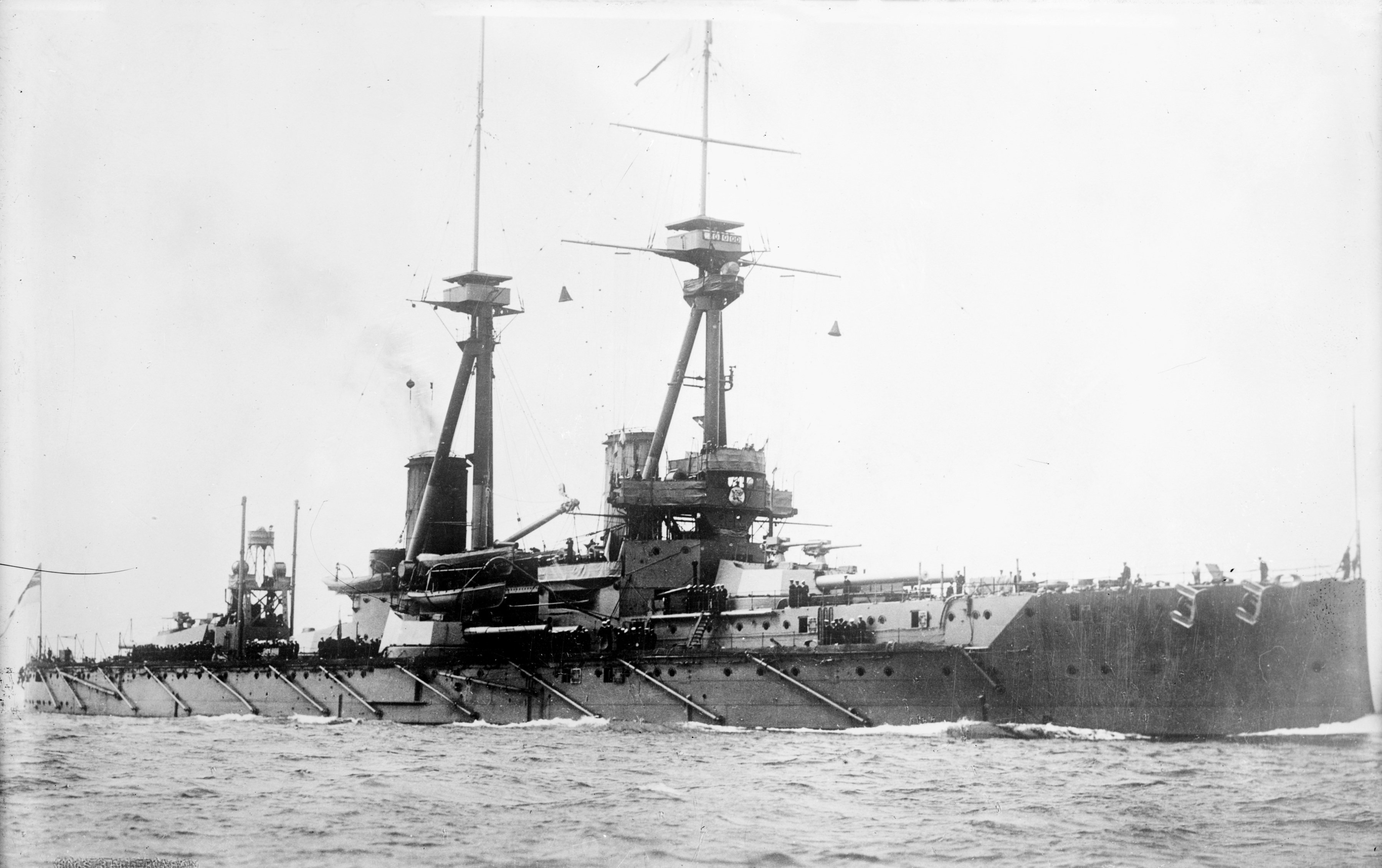
“柏勒洛丰”号

柏勒罗丰级战列舰：“柏勒罗丰”号、“壮丽”号和“鲁莽”号是继“无畏”号之后于1906年至1909年间建造的第一批英国海军无畏舰。本级舰保留了“无畏”号绝大部分设计特点，比如45倍径12英寸（305）Mk X火炮及其布局方式。但在此基础上进行了一些修改，例如将前桅安装在前烟囱之后，并改进了副炮装备。柏勒罗丰级舰体全长526英尺（160），排水量18,596長噸（18,894公噸）。在动力方面，本级保留了“无畏”号所采用的推进装置，由两台蒸汽涡轮机为四具传动轴提供动力，航速为21節（39每小時；24英里每小時）。柏勒罗丰级诸舰的水线装甲带最厚处为10英寸（254），比“无畏”号最厚处的装甲薄一英寸。
本级三艘军舰在服役后，都被分配到英国本土舰队第一分舰队，后来改编为第1战列舰分舰队，并参加了乔治五世的加冕礼。1914年7月17日至20日，这三艘军舰在费迪南德大公遇刺后的七月危机期间，参加了英国皇家海军的动员和检阅。“柏勒罗丰”号和“卓越”号此后加入了本土舰队，但“鲁莽”号直到1915年才加入。这三艘军舰都参加了日德兰海战，向德国海军“威斯巴登”号巡洋舰和“德弗林格尔”号战列巡洋舰发射了不超过62枚炮弹，但没有命中。后来，“柏勒罗丰”号在1917年6月至9月期间担任第4分舰队的代理旗舰，彼时该舰队旗舰“巨像”号正在接受改装。“卓越”号和“鲁莽”号被调到地中海舰队，在停战前“卓越”号一直担任该舰队旗舰。战后，这些舰只被转入预备役。在1921年退役和报废之前，“鲁莽”号一直是一艘训练舰。1919年3月，“柏勒罗丰”号成为一艘驻扎在诺尔的炮舰，1921年11月8日被报废出售，并在1922年9月14日解体。“卓越”号接替“柏勒罗丰”号成为炮舰训练舰，此后曾短暂地被用作靶舰，1923年12月被报废出售。
| 舰名                             | 建造者             | 主武装            | 装甲                | 排水量                   | 推进器                                                                                     | 服役          | 服役          | 服役          | 服役                   |
| 舰名                             | 建造者             | 主武装            | 装甲                | 排水量                   | 推进器                                                                                     | 开建          | 下水          | 完工          | 结局                   |
| -------------------------------- | ------------------ | ----------------- | ------------------- | ------------------------ | ------------------------------------------------------------------------------------------ | ------------- | ------------- | ------------- | ---------------------- |
| “柏勒洛丰”号 （HMS Bellerophon） | 英国朴茨茅斯造船厂 | 10门12英寸（305） | 8—10英寸（203—254） | 22,102長噸（22,460公噸） | 4具螺旋桨，4座帕森斯涡轮机，21節（39每小時；24英里每小時），25,000匹軸馬力（18,642千瓦特） | 1906年12月3日 | 1907年7月27日 | 1909年2月27日 | 1921年11月8日报废出售  |
| “壮丽”号 （HMS Superb）          | 英国阿姆斯特朗公司 | 10门12英寸（305） | 8—10英寸（203—254） | 22,102長噸（22,460公噸） | 4具螺旋桨，4座帕森斯涡轮机，21節（39每小時；24英里每小時），25,000匹軸馬力（18,642千瓦特） | 1907年2月6日  | 1907年11月7日 | 1909年5月29日 | 1923年12月12日报废出售 |
| “鲁莽”号 （HMS Temeraire）       | 英国德文波特造船厂 | 10门12英寸（305） | 8—10英寸（203—254） | 22,102長噸（22,460公噸） | 4具螺旋桨，4座帕森斯涡轮机，21節（39每小時；24英里每小時），25,000匹軸馬力（18,642千瓦特） | 1907年1月1日  | 1907年8月24日 | 1909年5月15日 | 1921年12月7日报废出售  |

### 圣文森特级

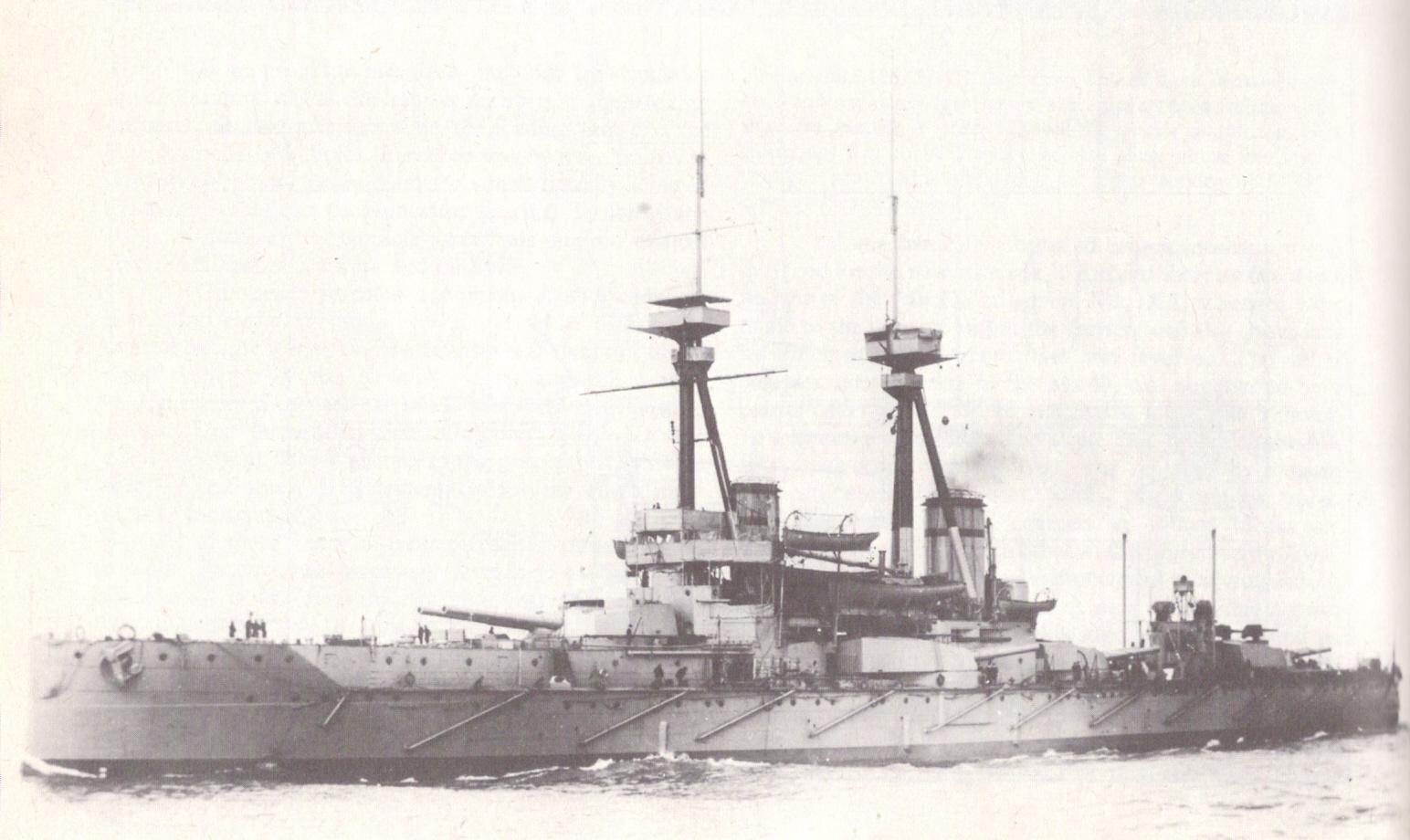
“前卫”号

圣文森特级最初计划建造四艘无畏舰，最终建成三艘，分别是“圣文森特”号、“柯林伍德”号和“前卫”号。在柏勒罗丰级的的基础上，圣文森特级升级为火力更强大的50倍径12英寸（305）Mk XI主炮以及20门50倍径4英寸（102）Mk VII副炮。尽管排水量达到19,700長噸（20,000公噸），两座帕森斯蒸汽涡轮机驱动的4具传动轴依然能使本级536英尺（163）长的舰体达到21.7節（40.2每小時；25.0英里每小時）。与柏勒罗丰级一样，本级装备有8—10英寸（203—254）厚的克虏伯装甲制成的水线装甲带。
圣文森特级战列舰在入役后，全部被编入了英国本土舰队第1战列舰分舰队。1911年6月24日，本级舰全都参加了乔治五世国王的加冕典礼。两天后，“柯林伍德”号成为第1分舰队的旗舰。经过1914年中期漫长的整修，本级诸舰参加了英国应对七月危机的战争动员，并于1914年7月22日加入了在斯卡帕湾驻留的本土舰队。三舰都曾参加日德兰海战，并向德国海军“威斯巴登”号巡洋舰开炮攻击。在战斗中“柯林伍德”号和“前卫”号也曾向“毛奇”号战列巡洋舰以及“德弗林格尔”号战列巡洋舰开炮。尽管在战斗中三舰总计开炮98发，但对敌方造成的损害很小。战斗结束后，“柯林伍德”号和“圣文森特”号转入第4分舰队。姊妹舰“前卫”号于1916年4月也被调入第4分舰队。其后这三艘军舰继续在英国本土舰队服役，直到战争结束。1917年7月9日，“前卫”号的一个弹药库发生爆炸，造成“前卫”号上840名舰员以及澳大利亚海军“悉尼”号轻巡洋舰上两名舰员的死亡。战后，“圣文森特”号于1919年3月成为一艘炮兵训练舰，6月成为预备舰队的旗舰。同年12月，该舰被除籍，最终在1921年12月1日被报废出售。“柯林伍德”号也被分配入预备舰队，并短暂地充当训练舰，之后在1922年12月12日被报废出售。
| 舰名                             | 建造者             | 主武装            | 装甲                | 排水量                   | 推进器                                                                                           | 服役           | 服役          | 服役          | 服役                       |
| 舰名                             | 建造者             | 主武装            | 装甲                | 排水量                   | 推进器                                                                                           | 开建           | 下水          | 完工          | 结局                       |
| -------------------------------- | ------------------ | ----------------- | ------------------- | ------------------------ | ------------------------------------------------------------------------------------------------ | -------------- | ------------- | ------------- | -------------------------- |
| “圣文森特”号 （HMS St Vincent）  | 英国朴茨茅斯造船厂 | 10门12英寸（305） | 8—10英寸（203—254） | 19,700長噸（20,000公噸） | 4具螺旋桨，2座帕森斯涡轮机，21.7節（40.2每小時；25.0英里每小時），25,000匹軸馬力（18,642千瓦特） | 1907年12月30日 | 1908年9月10日 | 1910年5月3日  | 1921年12月1日作废出售      |
| “柯林伍德”号 （HMS Collingwood） | 英国德文波特造船厂 | 10门12英寸（305） | 8—10英寸（203—254） | 19,700長噸（20,000公噸） | 4具螺旋桨，2座帕森斯涡轮机，21.7節（40.2每小時；25.0英里每小時），25,000匹軸馬力（18,642千瓦特） | 1908年2月3日   | 1908年11月7日 | 1910年4月19日 | 1922年12月12日作废出售     |
| “前卫”号 （HMS Vanguard）        | 英国维克斯公司     | 10门12英寸（305） | 8—10英寸（203—254） | 19,700長噸（20,000公噸） | 4具螺旋桨，2座帕森斯涡轮机，21.7節（40.2每小時；25.0英里每小時），25,000匹軸馬力（18,642千瓦特） | 1908年4月2日   | 1909年2月22日 | 1910年3月1日  | 1917年7月9日被内部爆炸炸沉 |

### “尼普顿”号

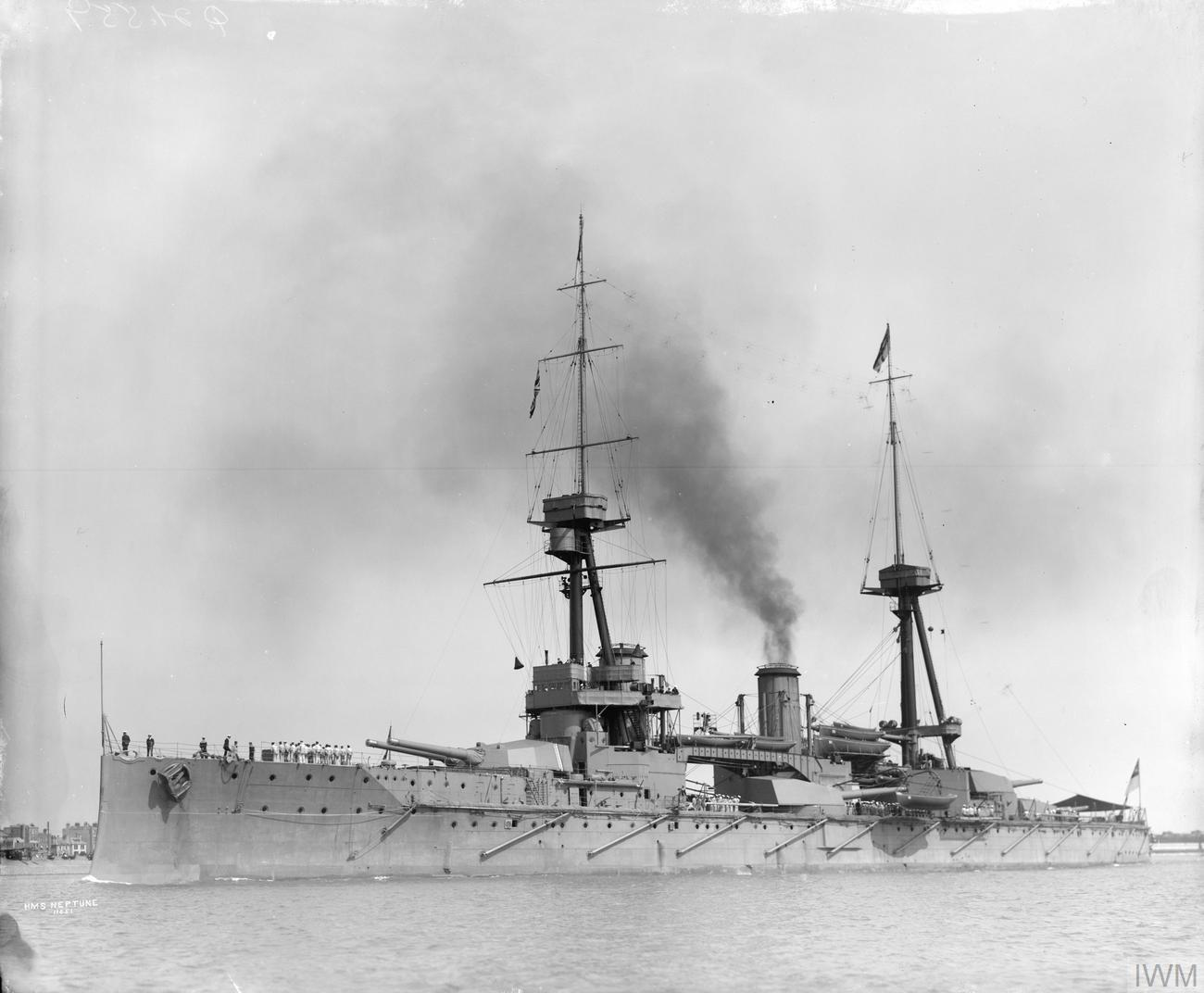
“尼普顿”号

作为1908至1909年度海军计划中建造的唯一一艘战列舰，“尼普顿”号也是第一艘使用背负式炮塔的英国战列舰。该舰保留了圣文森特级的50倍径12英寸（305）Mk XI火炮以及10英寸（250）的水线装甲带。由2座帕森斯式蒸汽涡轮机驱动的4具传动轴可以产生21節（39每小時；24英里每小時）的最高航速。相较于圣文森特级，“尼普顿”号舰体更长，达到546英尺（166），排水量为19,680長噸（20,000公噸），比圣文森特级少20吨。“尼普顿”号的副炮较为独特，50倍径4英寸（102）Mk VII舰炮被安装在不带炮盾的上层建筑上，这对于英国海军来说尚属首次。
“尼普顿”号于1909年1月19日服役。1909年3月25日，也就是该舰完成海上试航两周后，就取代了“无畏”号成为英国本土舰队和第1分舰队的旗舰。“尼普顿”号随后参加了国王乔治五世的加冕典礼。1914年3月10日，该舰被“铁公爵”号取代本土舰队的旗舰职务。在1914年7月17日至20日参加了英国海军对7月危机的反应。该舰之后参加了英国海军的多次作战行动。在日德兰海战中，“尼普顿”号对德国巡洋舰“威斯巴登”号和“德弗林格尔”号以及多艘德国驱逐舰共发射了48枚主炮弹。但由于这几艘德国军舰遭到了英军舰艇的多重攻击，因此无法确定准确的命中情况。离开日德兰后，该舰被调到第4战列舰分舰队，自此再也没有参加过作战行动。“尼普顿”号于1919年2月1日被列入预备役，并最终于1922年9月被报废出售。
| 舰名                       | 建造者             | 主武装            | 装甲                | 排水量                   | 推进器                                                                                     | 服役          | 服役          | 服役          | 服役                    |
| 舰名                       | 建造者             | 主武装            | 装甲                | 排水量                   | 推进器                                                                                     | 开建          | 下水          | 完工          | 结局                    |
| -------------------------- | ------------------ | ----------------- | ------------------- | ------------------------ | ------------------------------------------------------------------------------------------ | ------------- | ------------- | ------------- | ----------------------- |
| “尼普顿”号 （HMS Neptune） | 英国朴茨茅斯造船厂 | 10门12英寸（305） | 8—10英寸（203—254） | 19,680長噸（20,000公噸） | 4具螺旋桨，2座帕森斯涡轮机，21節（39每小時；24英里每小時），25,000匹軸馬力（18,642千瓦特） | 1909年1月19日 | 1909年9月30日 | 1911年1月11日 | 1922年9月被当作废品出售 |

### 巨像级

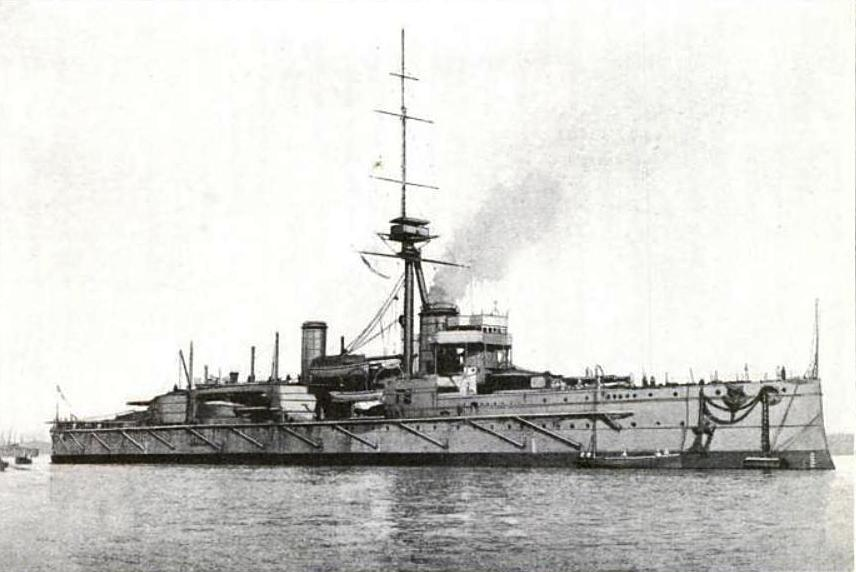
“巨像”号

作为英国海军第一代无畏舰中的最后一批，两艘巨像级战列舰也是英国1909年至1910年第一个海军计划的一部分。本级两舰“巨像”号和“赫剌克勒斯”号改进自“尼普顿”号的设计方案，采用了同样的10门50倍径12英寸（305）Mk XI主炮以及50倍径4英寸（102）Mk VII副炮作为基本武器装备。而两台帕森斯蒸汽涡轮机和四具传动轴的设计也得以保留，以达成21節（39每小時；24英里每小時）的最高航速。在此基础上引擎室由原有的两个增加到三个，由此成为世界上首批拥有三个引擎室的舰船。巨像级舰体总长较“尼普顿”号短1英尺（为545英尺（166）），水线装甲带则增厚1英寸（为11英寸（279）），排水量达到了20,030長噸（20,350公噸）。
入役后，“巨像”号和“赫剌克勒斯”号都被分配到第2分舰队。该舰队在1912年5月1日改组为第2战列舰分舰队，“赫剌克勒斯”号担任旗舰。同年底，“巨像”号被调派到第1战列舰分舰队，而“赫剌克勒斯”号则在1913年与商船“玛丽·帕克斯”号（SS Mary Parkes）发生了碰撞。在大舰队中参与训练后，“巨像”号成为了第1分舰队第5中队旗舰。该舰与“赫剌克勒斯”号一同参加了日德兰海战。在战斗中，两舰向德国巡洋舰“威斯巴登”号和“德弗林格尔”号以及数艘德国驱逐舰发射了不超过98枚各式炮弹，但都没有造成有效打击。战斗结束后，两舰被转调至第4战列舰分舰队，“巨像”号成为代理旗舰。11月21日，两艘军舰都出席了德国舰队在罗塞斯的投降仪式。“赫剌克勒斯”号载着协约军海军停战委员会（Allied Naval Armistice Commission）各成员前往基尔，然后于1919年2月被编入预备役舰队。曾有一段时间“巨像”号被列入报废名单，但在1921年9月被改造成一艘训练舰。第二年，“巨像号”被重新列入报废名单，并最终于1928年8月被当作废品出售。而“赫剌克勒斯”号则在1921年11月8日之前被出售。
| 舰名                            | 建造者                     | 主武装            | 装甲                | 排水量                   | 推进器                                                                                     | 服役          | 服役          | 服役          | 服役                     |
| 舰名                            | 建造者                     | 主武装            | 装甲                | 排水量                   | 推进器                                                                                     | 开建          | 下水          | 完工          | 结局                     |
| ------------------------------- | -------------------------- | ----------------- | ------------------- | ------------------------ | ------------------------------------------------------------------------------------------ | ------------- | ------------- | ------------- | ------------------------ |
| “巨像”号 （HMS Colossus）       | 英国斯科茨造船厂           | 10门12英寸（305） | 8—11英寸（203—279） | 20,030長噸（20,350公噸） | 4具螺旋桨，2座帕森斯涡轮机，21節（39每小時；24英里每小時），25,000匹軸馬力（18,642千瓦特） | 1909年7月8日  | 1910年4月9日  | 1911年8月8日  | 1928年7月被当作废品出售  |
| “赫剌克勒斯”号 （HMS Hercules） | 英国帕尔莫斯造船和钢铁公司 | 10门12英寸（305） | 8—11英寸（203—279） | 20,030長噸（20,350公噸） | 4具螺旋桨，2座帕森斯涡轮机，21節（39每小時；24英里每小時），25,000匹軸馬力（18,642千瓦特） | 1909年7月30日 | 1910年5月10日 | 1911年7月31日 | 1921年11月被当作废品出售 |

### “阿金科特”号

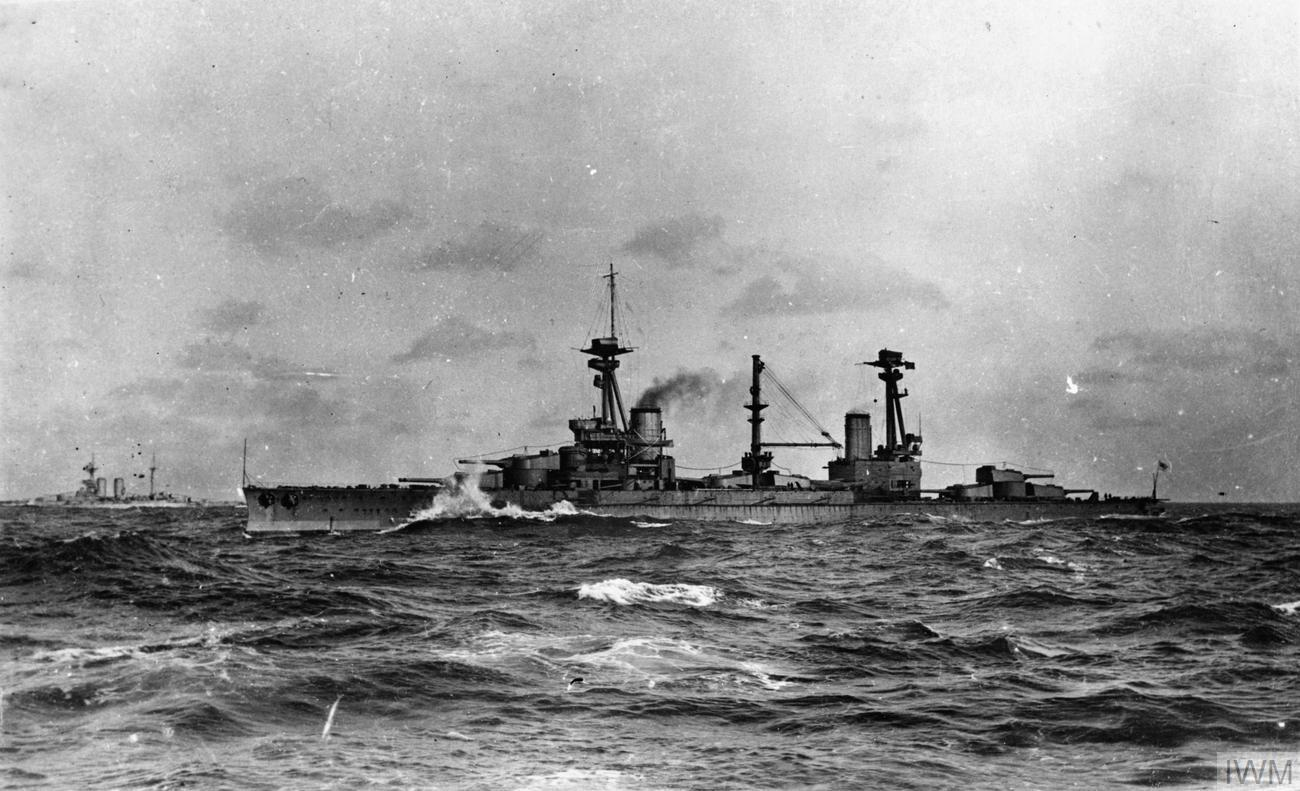
“阿金科特”号

“阿金科特”号于1911年以巴西战列舰“里约热内卢”号（Rio de Janeiro）之名在泰恩河畔纽卡斯尔下水。然而就在第二年，在建中的该舰就在1913年12月被转卖给了奥斯曼土耳其帝国并更名为“苏丹奥斯曼一世”号（Sultân Osmân-ı Evvel）。在奥斯曼土耳其帝国以同盟国身份加入第一次世界大战后，该舰被英国政府征用并最终更名为“阿金科特”号。本舰全长671英尺6英寸（205），排水量27,850長噸（28,300公噸），由4座帕森斯式蒸汽涡轮机驱动4具传动轴提供动力并达到22節（41每小時；25英里每小時）的最高航速。舰上装备有14门45倍径12英寸（305）Mk XIII主炮以及18门50倍径6英寸（152）Mk XIII舰炮作为副炮，并由9英寸（229）水线装甲带提供装甲防护。
“阿金科特”号在1914年8月7日加入英国皇家海军，1914年9月7日被编入大舰队第4战列舰分舰队，但在1916年5月31日被重新分配到第1战列舰分舰队，正好赶上日德兰海战。在战斗中，该舰与一艘德国战列巡洋舰和驱逐舰以及一艘皇帝级战列舰交火，共发射了144枚主、副炮弹，但未发现击中任何敌舰。“阿金科特”号在日德兰海战之后的活动并未有更多记录，但是在1918年4月23日，该舰确实和来自斯卡帕湾的“赫剌克勒斯”号一同出动过一次，以保护从挪威到英国的商船船队。在被转移到第2战列舰分舰队后，“阿金科特”号参加了公海舰队的投降仪式，并于1919年3月被降为预备役。巴西政府没有兴趣再次购买该舰，因此“阿金科特”号被列入处置名单，然后于1922年12月19日根据《华盛顿海军条约》作为废品出售。
| 舰名                          | 建造者             | 主武装            | 装甲         | 排水量                   | 推进器                                                                                     | 服役          | 服役          | 服役         | 服役                     |
| 舰名                          | 建造者             | 主武装            | 装甲         | 排水量                   | 推进器                                                                                     | 开建          | 下水          | 完工         | 结局                     |
| ----------------------------- | ------------------ | ----------------- | ------------ | ------------------------ | ------------------------------------------------------------------------------------------ | ------------- | ------------- | ------------ | ------------------------ |
| “阿金科特”号（HMS Agincourt） | 英国阿姆斯特朗公司 | 14门12英寸（305） | 9英寸（229） | 27,850長噸（28,300公噸） | 4具螺旋桨，4座帕森斯涡轮机，22節（41每小時；25英里每小時），34,000匹軸馬力（25,354千瓦特） | 1911年9月14日 | 1913年1月21日 | 1914年8月7日 | 1922年12月被当作废品出售 |

## 脚注

### 引用
1. ↑  江泓 (2015a)，第26頁.
2. 1 2 3 4 5  江泓 (2015a)，第33頁.
3. ↑  王义山 (2008)，第10頁.
4. ↑  江泓 (2015a)，第37頁.
5. 1 2 3  江泓 (2015a)，第40頁.
6. 1 2 3  江泓 (2015a)，第42頁.
7. 1 2 3 4  江泓 (2015a)，第45頁.
8. 1 2  江泓 (2015a)，第48頁.
9. ↑  王义山 (2008)，第14頁.
10. 1 2 3 4 5 6 7 8  江泓 (2015a)，第59頁.
11. 1 2 3 4 5 6  江泓 (2015a)，第61頁.
12. ↑  王义山 (2008)，第16頁.
13. ↑  Keegan (1999)，第209頁.
14. ↑  杨槱 (2020)，第101頁.
15. ↑  杨冯生 (2021)，第119頁.
16. 1 2  江泓 (2015a)，第2頁.
17. 1 2  江泓 (2015a)，第2-3頁.
18. ↑  江泓 (2015a)，第3頁.
19. ↑  Keegan (1999)，第281頁.
20. ↑  余耀东 (2022)，第5頁.
21. 1 2  张德辉 (2021)，第2頁.
22. ↑  江泓 (2015)，第54頁.
23. ↑  江泓 (2015)，第25頁.
24. ↑  Sondhaus (2001)，第161頁.
25. ↑  Royalnavy.
26. ↑  Friedman (1985)，第181–182頁.
27. ↑  Kennedy (1983)，第277頁.
28. ↑  Ireland (1997)，第124–126, 139–142頁.
29. ↑  Gröner (1990)，第ix頁.
30. 1 2  江泓 (2015a)，第17頁.
31. 1 2  Gardiner (1992)，第18頁.
32. ↑  Massie (1991)，第474頁.
33. 1 2  Burt (1986)，第31頁.
34. ↑  Sturton (2008)，第76–77頁.
35. 1 2  Burt (1986)，第29頁.
36. ↑  Roberts (1992)，第28頁.
37. 1 2  Gardiner & Gray (1985)，第21頁.
38. ↑  Roberts (1992)，第13, 16頁.
39. 1 2 3 4  江泓 (2015a)，第16頁.
40. ↑  Roberts (1992)，第18–20, 50頁.
41. ↑  Roberts (1992)，第21頁.
42. ↑  Sturton (2008)，第79頁.
43. ↑  Jones (1995)，第66–67頁.
44. ↑  Johnston & Buxton (2013)，第41, 44頁.
45. ↑  Roberts (1992)，第22–23頁.
46. 1 2 3  江泓 (2015a)，第15頁.
47. ↑  Roberts (1992)，第31–32, 139–43頁.
48. ↑  Roberts (1992)，第26頁.
49. ↑  王义山 (2008)，第8頁.
50. ↑  日本海人社 (2010)，第14頁.
51. ↑  江泓 (2015a)，第32頁.
52. 1 2  Friedman (2015)，第97頁.
53. ↑  Brooks (1995)，第41–42頁.
54. 1 2  Parkes (1990)，第498頁.
55. 1 2  Burt (1986)，第62, 64頁.
56. ↑  Burt (1986)，第71, 73–74頁.
57. ↑  Campbell (1986)，第156–57, 208, 210, 212, 231–32, 349頁.
58. ↑  Dreadnought Project: HMS Bellerophon.
59. 1 2  Burt (1986)，第73頁.
60. 1 2  Burt (1986)，第64頁.
61. ↑  Burt (1986)，第71–73頁.
62. 1 2 3 4 5  江泓 (2015a)，第27頁.
63. 1 2 3  Burt (1986)，第31, 64頁.
64. 1 2 3  Gardiner & Gray (1985)，第22頁.
65. 1 2 3  江泓 (2015a)，第28頁.
66. ↑  Gardiner & Gray (1985).
67. ↑  余耀东 (2022)，第85頁.
68. ↑  Burt (1986)，第71–72頁.
69. ↑  Burt (1986)，第72–73頁.
70. ↑  Burt (1986)，第73–74頁.
71. ↑  江泓 (2015a)，第46頁.
72. ↑  Friedman (2015)，第97–102頁.
73. 1 2  Friedman (2011)，第59, 62頁.
74. ↑  Parkes (1990)，第503頁.
75. 1 2  Burt (1986)，第31, 64, 76, 80頁.
76. 1 2  Burt (1986)，第76, 78頁.
77. 1 2  Burt (1986)，第86, 88頁.
78. 1 2 3 4 5 6 7  Burt (1986)，第86頁.
79. ↑  Scapa Flow Wrecks: HMS Vanguard.
80. ↑  Corbett (1997)，第431頁.
81. 1 2 3 4  江泓 (2015a)，第39頁.
82. ↑  Burt (1986)，第76頁.
83. ↑  Burt (1986)，第83頁.
84. ↑  Friedman (2015)，第105–07, 109頁.
85. ↑  Burt (1986)，第31, 112頁.
86. ↑  Parkes (1990)，第509頁.
87. 1 2 3  Burt (1986)，第116頁.
88. 1 2  Burt (1986)，第122頁.
89. ↑  Campbell (1986)，第156, 202, 205, 207, 210, 212, 349, 358頁.
90. 1 2 3 4  江泓 (2015a)，第55頁.
91. 1 2 3  Burt (1986)，第112頁.
92. ↑  江泓 (2015a)，第53頁.
93. ↑  Brooks (1995)，第42–44頁.
94. ↑  Burt (1986)，第31, 64, 121–22, 124頁.
95. ↑  Parkes (1990)，第519頁.
96. ↑  Burt (1986)，第128–29頁.
97. ↑  Burt (1986)，第128–30頁.
98. ↑  Campbell (1986)，第156–58, 204–05, 207–08, 210, 212, 214, 218, 226–29, 296, 346, 349, 358頁.
99. ↑  Dreadnought Project: Fourth Battle Squadron.
100. ↑  江泓 (2015a)，第61, 62頁.
101. 1 2  江泓 (2015a)，第62頁.
102. ↑  Burt (1986)，第129–130頁.
103. 1 2  Burt (1986)，第121頁.
104. ↑  Burt (1986)，第129頁.
105. ↑  Burt (1986)，第130頁.
106. ↑  江泓 (2015a)，第173頁.
107. ↑  日本海人社 (2010)，第23頁.
108. 1 2 3  Burt (1986)，第245頁.
109. 1 2  江泓 (2015a)，第165頁.
110. ↑  Hough (1967)，第72, 75, 109-122頁.
111. 1 2  Burt (1986)，第244-45, 250頁.
112. 1 2  Parkes (1990)，第605頁.
113. ↑  Hough (1967)，第174頁.
114. ↑  Tarrant (1999)，第131, 133頁.
115. ↑  Hough (1967)，第183頁.
116. ↑  Newbolt (1931)，第236–37頁.
117. ↑  Hough (1967)，第186頁.
118. 1 2  Burt (1986)，第250頁.
119. 1 2  江泓 (2015a)，第176頁.
120. ↑  Gardiner & Gray (1985)，第37頁.
121. ↑  Burt (1986)，第224頁.
122. ↑  Burt (1986)，第244頁.
123. ↑  Burt (1986)，第245, 250頁.

## 期刊来源
- 王义山. . 舰船知识. 2008. ISBN 9771000714082 请检查|isbn=值 (帮助). ISSN 1000-7148 （中文（中国大陆））.